# Wincanton Classic de 1992
A 4.ª edição da Wincanton Classic teve lugar a 16 de agosto de 1992. Conseguida pelo Italiano Massimo Ghirotto, da equipa Carrera-Vagabond, é a sétima prova da Copa do mundo.

## Classificação final
| Pos. | Ciclista           | Equipa           | Tempo           |
| ---- | ------------------ | ---------------- | --------------- |
| 1    | Massimo Ghirotto   | Carrera-Vagabond | 6 h 21 min 23 s |
| 2    | Laurent Jalabert   | Onze             | + 1 min 10 s    |
| 3    | Bruno Cenghialta   | Ariostea         | + 2 min 14 s    |
| 4    | Claudio Chiappucci | Carrera-Vagabond | + 2 min 36 s    |
| 5    | Fabian Jeker       | Helvetia-Suisse  | m.t.            |
| 6    | Raúl Alcalá        | PDM-Concorde     | + 3 min 4 s     |
| 7    | Steven Rooks       | Buckler          | m.t.            |
| 8    | Scott Sunderland   | TVM-Sanyo        | m.t.            |
| 9    | Alex Zülle         | Onze             | m.t.            |
| 10   | Luc Roosen         | Tulip Computers  | m.t.            |